# Grenzübergang Damatschawa-Sławatycze

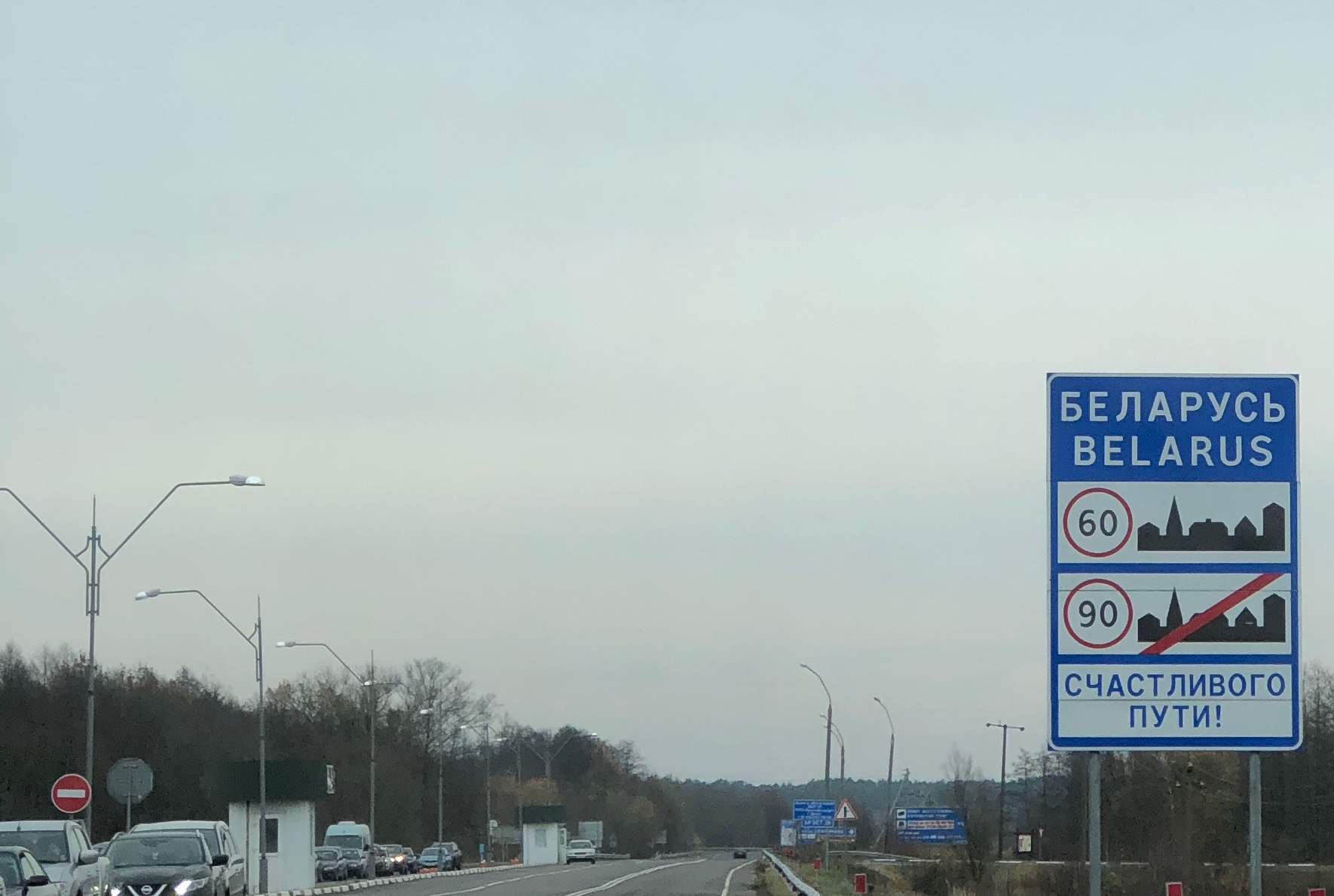
Grenzübergang Damatschawa-Sławatycze von der polnischen Seite

Der Grenzübergang Sławatycze-Damatschawa an der belarussisch-polnischen Grenze liegt in der Gemeinde Sławatycze in der Powiat Bialski, Woiwodschaft Lublin. Er verbindet die polnische Nationalstraße 63 und die belarussische Straße P94 bei Damatschawa.

## Geschichte
Während der Existenz der Sowjetunion vom 24. Januar 1986 begann die polnisch-sowjetische Vereinbarung zur Vereinfachung der Grenzüberschreitung von Sławatycze-Domačzewo zu funktionieren. Grenzschutzbehörden führten Grenz- und Zollabfertigung durch.
Der Grenzübergang Sławatycze-Domačzewo wurde ursprünglich nur für den vereinfachten Grenzverkehr geschaffen. Der Personenverkehr wurde erlaubt für Bürger mit russischen und belarussischen Pässen. Die Grenzschutzbehörden führten Grenz- und Zollabfertigung durch.
1994 wurde dank einer Vereinbarung zwischen der Regierung der Republik Polen und der Regierung der Republik Belarus eine öffentliche Grenzstation eingerichtet, die 24 Stunden am Tag geöffnet war. Ab da war die Beförderung von Personen unabhängig von deren Staatsangehörigkeit, von Transportmitteln und Gütern erlaubt. Ausgenommen war jeglicher Busverkehr. 
Ab dem 10. Dezember 2001 wurde die Zulassung von Lastwagen auf 3,5 Tonnen Gesamtgewicht ausgeweitet, mit Ausnahme der dem TIR-Verfahren unterliegenden Waren und des kleinen Grenzverkehrs. Der Grenzübergang wird von der Grenzwache in Sławatycze betrieben.
Ab dem 1. Juli 2013 wurde für sechs Monate ein Pilotprogramm eingeführt betreffend Busse und Fahrzeuge mit einem Gesamtgewicht bis zu 7,5 Tonnen.

## Einschränkungen
- Der Grenzübertritt zu Fuß oder mit dem Fahrrad ist seitens Belarus an diesem Grenzübergang nicht erlaubt.[1]
- Der Shuttle von Fahrradfahrern und Fußgängern ist jedoch erlaubt.[1]
- Strengstes Fotografierverbot an den Grenzanlagen[2]

## Ein- und Ausreise
- Seit 2016 keine Einreise von EU-Bürgern über Belarus nach Russland.[3]
- Bei Einreise nach Belarus wird ein Einreise- und Aufenthaltsformular mitgegeben, das bei der Ausreise kontrolliert wird. Am jeweiligen Hotel sollte der Reisende seinen Aufenthalt darin dokumentieren lassen. Der Verlust dieses Dokument könnte bei der Ausreise im Speziellen bei Weiterreise nach Russland als illegaler Grenzübertritt gewertet und empfindlich bestraft werden.[4]
- Bei Weiterreise nach Russland ist auf ein gültiges Visum für Russland zu achten.[5]
- Die Abfertigungszeit beträgt min. 2 bis 4 Stunden. Bei zusätzlicher Abfertigung von großen Gütertransporten kann die Abfertigungszeit auf über 6 bis 7 Stunden ansteigen.